# Mediterraneo System
Mediterraneo System è stato un gruppo musicale italiano, composto da Roby Facchinetti, Dodi Battaglia, Stefano D'Orazio, membri dei Pooh, insieme a Valerio Negrini, storico paroliere del complesso e batterista fino al 1971.
Lo pseudonimo scelto deriva dal titolo del loro brano Mediterraneo del 1975.
Hanno inciso un unico 45 giri, pubblicato il 14 gennaio 1977 e contenente sul lato A il brano Ci pensi? e sul lato B Mezzanotte a maggio.
Le canzoni risultano composte da "Robymiro"' e "Zurbo", ovvero Facchinetti e Negrini. La voce solista in Ci pensi? è di Valerio, seguita da quella di Roby Facchinetti con gli altri in coro, mentre  Mezzanotte a maggio è interpretata principalmente da Negrini. Oltre a quella di Roby, la voce di Dodi Battaglia è presente e riconoscibile in entrambi i brani.
Ci pensi? fu inclusa nelle raccolte:
- 1977 - 20 top hits n. 3 (Derby, 30 DBR 20015)
- 1977 - Hit Parade n. 14 (Derby, 40 DBR 81963)
- 1977 - Itália de hoje Vol. 3 (Epic Records, 144219) - pubblicato in Brasile
- 1977 - PRG 52 (CBS Sugar, PRG 52)
- 1978 - Supergruppi vol. 2 (Record Bazaar, 31 RB 178).[3]